# Torbjørnskjær fyr
Torbjørnskjær fyr er et fyr der ligger på en lille holm ud for Hvaler kommune i Oslofjorden i Viken fylke i Norge. Sammen med Færder fyr markerer Torbjønskjær indsejlingen til Oslofjorden og er samtidig et grænsefyr mod Sverige. Fyrstationen kom i drift i 1872 og blev affolket og automatiseret i 1990.
Fyret består af en fyrbygning med et tårn i granit i gavlen. Fyrbygningen har arkitektonisk værdi med godt stenhuggerarbejde. Udover fyrbygningen findes en assistentbolig, maskinhus, udhus, brønd og have, samt bådehus og to landingspladser. Det er vanskeligt at komme i land på øen, så i dag bliver der ofte brugt helikoptertransport ved vedligeholdelse af fyret, der er fredet efter lov om kulturminner.
Der er både sæler og havfugle i området og fyrstationen ligger i nationalparken Ytre Hvaler nationalpark, der blev oprettet i 2009.

## Eksterne kilder og henvisninger
- Wikimedia Commons har flere filer relateret til Torbjørnskjær fyr
- Torbjørnskjær fyr på Riksantikvarens hjemmeside kulturminnesok.no
- Torbjørnskjær fyrstasjon Fyrhistorisk Forening